# Atterwasch
Atterwasch (niedersorbisch Wótšowaš) ist ein Ortsteil der Gemeinde Schenkendöbern im Landkreis Spree-Neiße in Brandenburg. Bis zur Eingemeindung nach Schenkendöbern am 26. Oktober 2003 war Atterwasch eine eigenständige Gemeinde.

## Lage
Atterwasch liegt in der Niederlausitz, rund sechs Kilometer südwestlich von Guben und 28 Kilometer nordöstlich von Cottbus. Der Ortsteil grenzt im Norden an den Ortsteil Schenkendöbern, im Osten an Deulowitz und Kaltenborn, im Süden an Kerkwitz, im Südwesten an Grabko und im Westen an Bärenklau. Zu Atterwasch gehört der Wohnplatz Seehof.
Nördlich von Atterwasch befindet sich das Schwarze Fließ, im Südosten grenzt die Gemarkung an den Deulowitzer See. Atterwasch liegt an der Landesstraße 46 zwischen Schenkendöbern und Groß Gastrose, die Bundesstraße 320 liegt rund zweieinhalb Kilometer nördlich und die Bundesstraße 97 rund viereinhalb Kilometer südlich des Ortes.

## Geschichte
Die Gegend um Atterwasch wurde bereits früh besiedelt, so wurden nördlich des Ortes Feuersteinartefakte gefunden. Südöstlich wurde ein Bestattungsplatz aus der Spätbronzezeit in den 1990er Jahren ausgegraben. Die Gründung des heutigen Dorfes erfolgte wahrscheinlich um 1235. Am 29. September 1294 erwarb der Propst Dietrich von Guben einen Großteil der Ortschaft; dies war die erste heute bekannte urkundliche Erwähnung. Später ging der Besitz in das Benediktinerinnenkloster Guben über, ab 1602 war der größte Teil von Atterwasch ein Ratsdorf von Guben. Ein Teil des Ortes gehörte bis 1811 zum Ordensamt Schenkendorf.
Im Jahr 1708 lebten im Gubener Anteil von Atterwasch 14 Ganzbauern, ein Halbbauer und drei Büdner; im Schenkendorfer Anteil des Ortes lebten vier Bauern, zwei Halbbauern und ein Büdner. Nach der auf dem Wiener Kongress beschlossenen Teilung Sachsens kam Atterwasch zum Königreich Preußen und gehörte dort zum Landkreis Guben in der Provinz Brandenburg. Im Jahre 1818 lebten 197 Einwohner in Atterwasch, 1871 waren es 303 Einwohner. Bis 1939 ging die Einwohnerzahl auf 276 zurück. Die Freiwillige Feuerwehr in Atterwasch wurde im Jahr 1912 gegründet.
Nach dem Ende des Zweiten Weltkrieges gehörte Atterwasch zunächst zur Sowjetischen Besatzungszone und ab 1949 zur DDR. Bei der Gebietsreform am 25. Juli 1952 kam die Gemeinde Atterwasch zum Kreis Guben im Bezirk Cottbus. 1962 wurde die LPG „Am Schwarzen Fließ“ gegründet, die sich 1972 mit der LPG Tierproduktion zusammenschloss. Weitere Zusammenschlüsse mit anderen LPG-en hatten bis 1990 als LPG Tierproduktion „Otto Thiele“ Bestand. Nach der Wiedervereinigung kam die Gemeinde Atterwasch zum Land Brandenburg. Im Jahr 1992 schloss sich die Gemeinde Atterwasch mit vierzehn weiteren Gemeinden im Amt Schenkendöbern zusammen, das fortan die Verwaltungsaufgaben der Gemeinde übernahm.

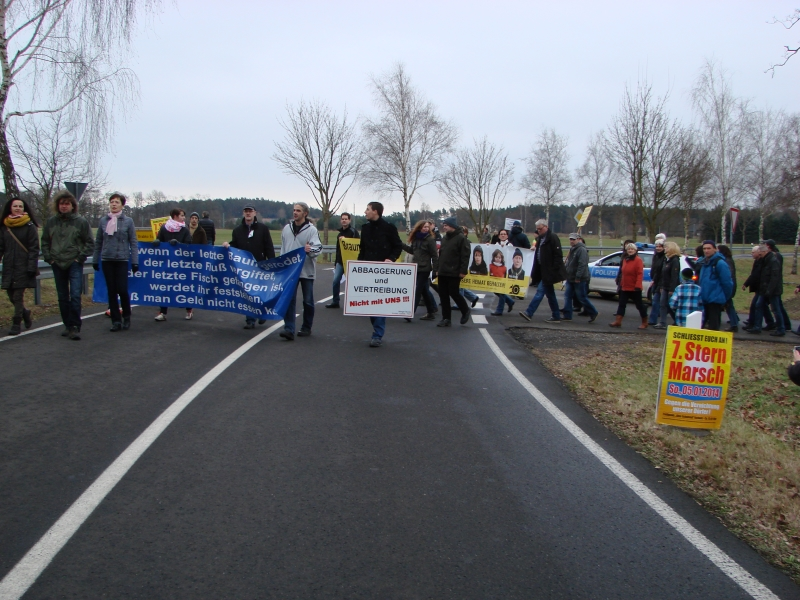
Sternmarsch gegen die Abbaggerung der Dörfer Atterwasch, Kerkwitz und Grabko 2014

Bei der Kreisreform in Brandenburg am 6. Dezember 1993 wurde Atterwasch dem neu gebildeten Landkreis Spree-Neiße zugeordnet. Am 26. Oktober 2003 schloss sich Atterwasch mit den Gemeinden Bärenklau, Gastrose-Kerkwitz, Grabko, Lutzketal und Pinnow-Heideland zu der neuen Gemeinde Schenkendöbern zusammen. Im Jahr 2007 wurde bekannt, dass Vattenfall Europe als Betreiber des Braunkohletagebaus Jänschwalde eine Erweiterung des Abbaufeldes nach Norden vorsah, in deren Folge der Ort Atterwasch von der Devastierung betroffen gewesen wäre. Im März 2017 gab die LEAG bekannt, auf eine Erweiterung des Tagebaus zu verzichten.

## Sehenswürdigkeiten

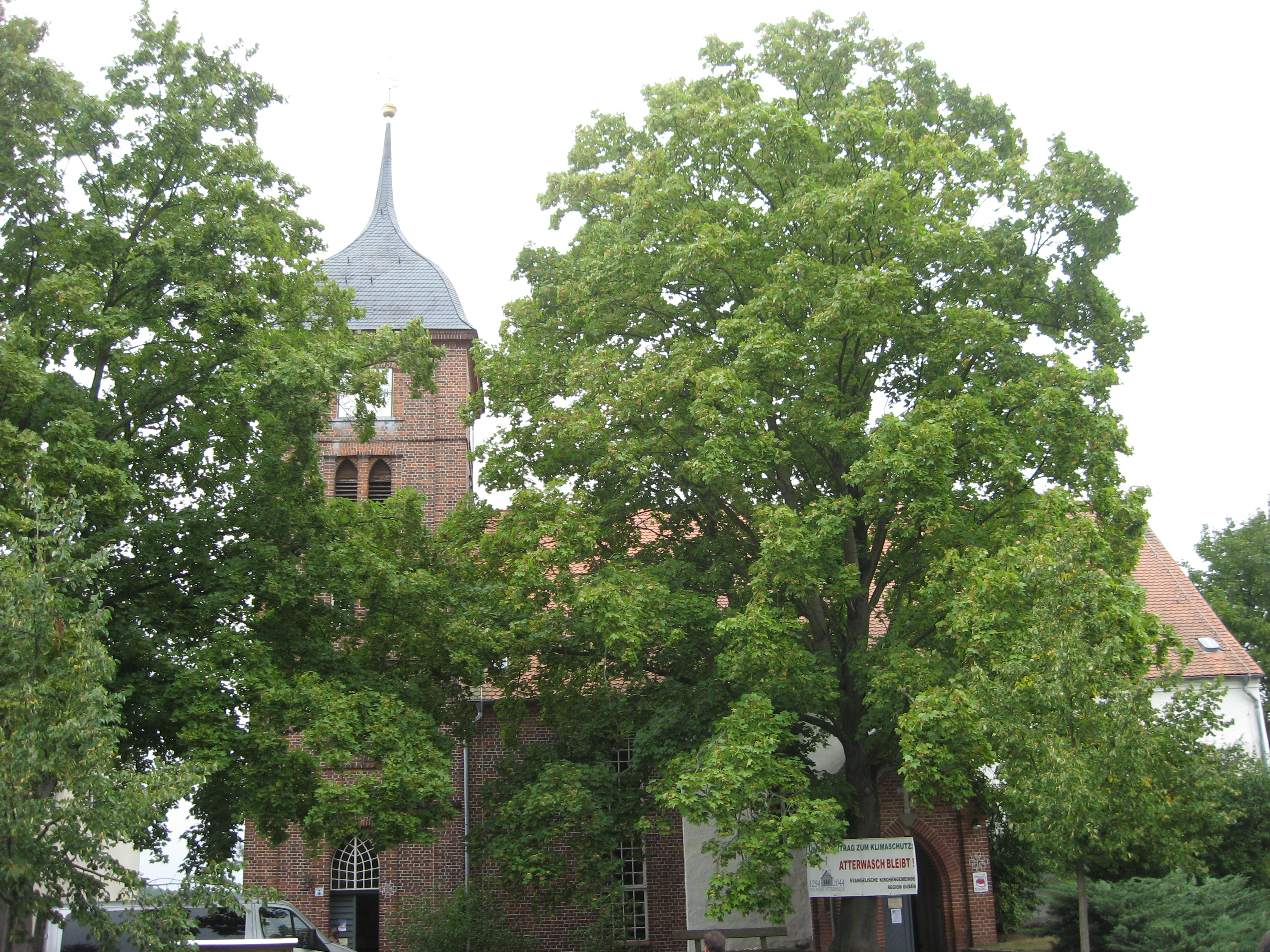
Atterwascher Dorfkirche

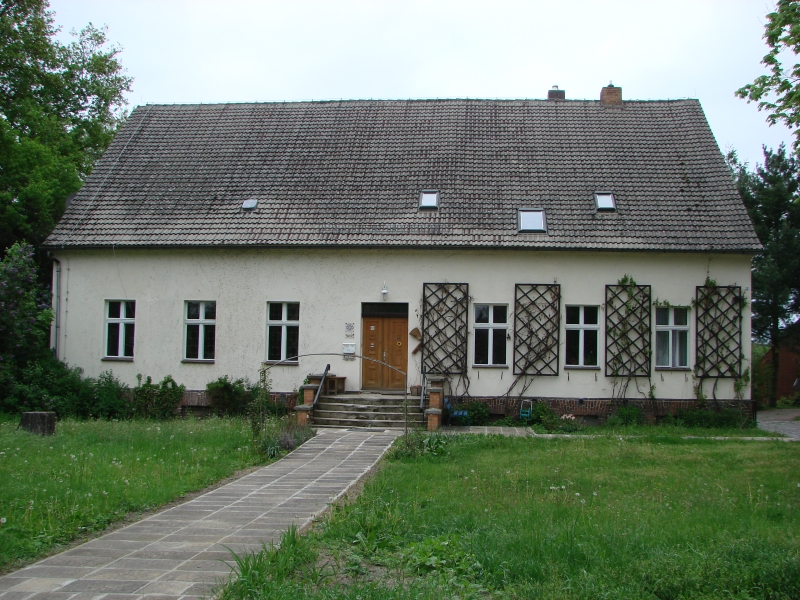
Pfarrhaus neben der Kirche

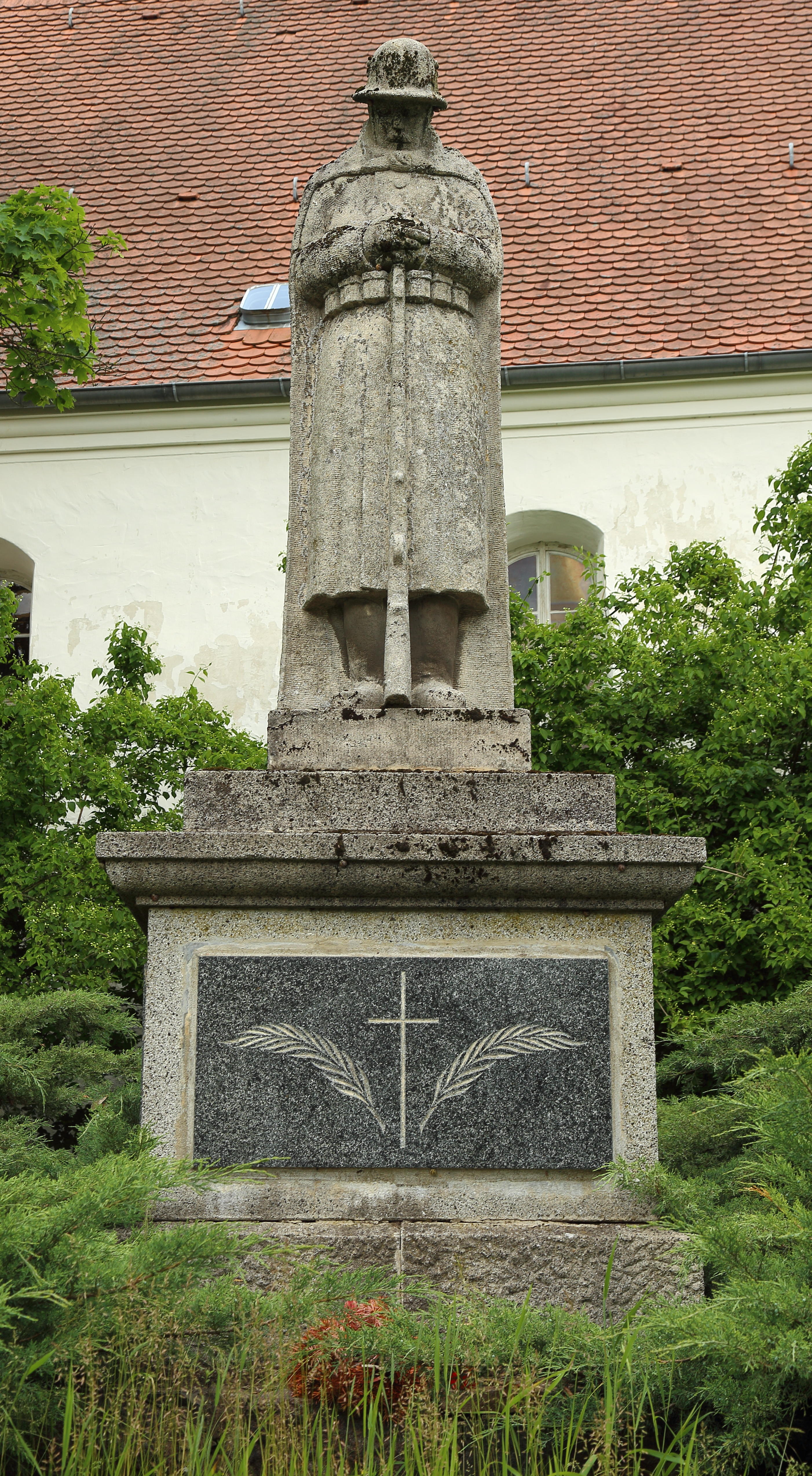
Kriegerdenkmal

In der Liste der Baudenkmale in Schenkendöbern sind für Atterwasch fünf Baudenkmale aufgeführt. Dazu gehören unter anderem die Dorfkirche Atterwasch und das Pfarrhaus.
Die älteste bekannte schriftliche Erwähnung der Kirche stammt aus dem Staatsarchiv in Breslau. In einem Brief des Markgrafen Dietrich aus dem Jahr 1294 wird die Kirche bereits erwähnt. Es wird angenommen, dass der Ostgiebel mit seiner rundbogigen Fenstergruppe noch aus dieser Zeit stammen könnte. Nach dem Dreißigjährigen Krieg wurde die Kirche wieder aufgebaut und 1685 erneut geweiht. Der 5-geschossige Turmanbau aus rotem Backstein stammt aus dem Jahr 1840. Die Turmspitze ist die Spitze des ehemaligen Jungfrauenklosters vor Guben. In der ersten Hälfte der 1920er Jahre wurde ein Kriegerdenkmal vor der Kirche aufgestellt.
Der Altar, ein barocker Kreuzigungsaltar, wurde 1713 aufgestellt. Seine Herkunft ist unbekannt. Die Kanzel stammt aus der Renaissance und stand vorher in der alten Stadt- und Hauptkirche von Guben. Die Treppe zur Kanzel wurde im Zuge der Aufstellung in der Atterwascher Kirche verkürzt. Die Empore ist mit Wappenschildern (Familien Grünewald und Zobeltitz) und Bibelversen geschmückt. Die Orgel wurde 1905 gebaut (Firma Grüneberg aus Stettin). Sie hat sieben Register mit 405 Pfeifen, ein Manual und ein Pedal. Im Jahr 1991 wurde sie restauriert (Firma Scheffler aus Frankfurt/Oder).
Das Pfarrhaus erhielt 2016 deutschlandweit mediale Aufmerksamkeit, als die Denkmalschutzbehörde des Landkreises Spree-Neiße den Abbau einer installierten Photovoltaikanlage anordnete, da diese sich nicht in das bestehende Denkmal-Ensemble einpasse, obwohl damals die Abbaggerung des Denkmals zur Vergrößerung des Tagebaus Jänschwalde geplant war.

## Wirtschaft

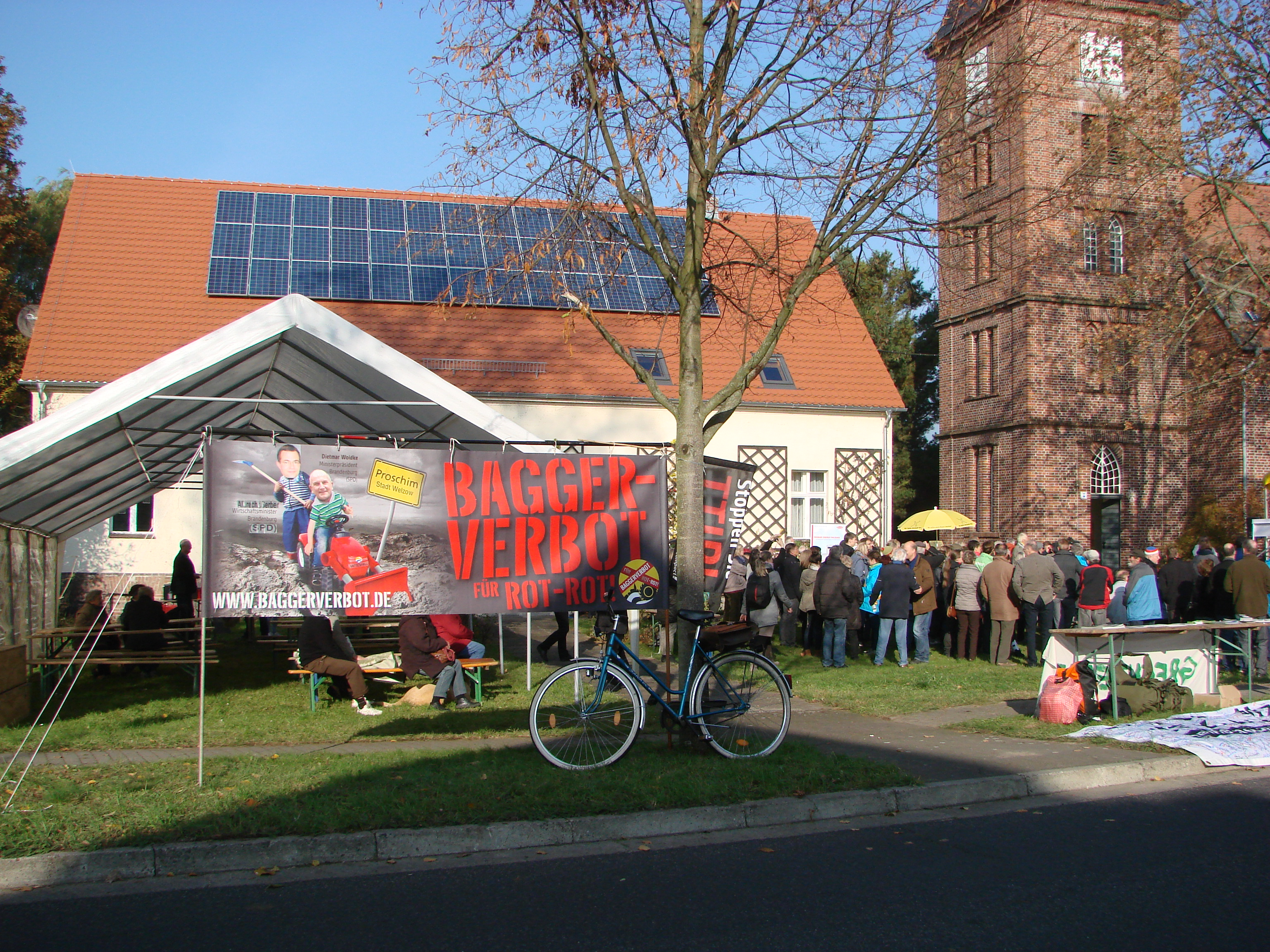
Protest gegen neue Braunkohletagebaue Reformationstag 2015

Atterwasch ist neben Kerkwitz und Grabko eines von drei Dörfern, die nach ursprünglichen Plänen von Vattenfall für den geplanten Braunkohletagebau Jänschwalde-Nord vollständig umgesiedelt und abgebaggert werden sollten. Die Einwohner der drei Orte protestierten jährlich im Januar mit einem Sternmarsch gegen die Pläne des Konzerns. Am 30. März 2017 gab der neue Eigentümer LEAG jedoch bekannt, auf die Erweiterung von Jänschwalde zu verzichten.
Die geplante Devastierung der drei Orte wurde vom Dokumentarfilmer Peter Benedix in den Filmen Heimat auf Zeit (2009) und BrückenJahre (2014) thematisiert.
Durch eine Biogasanlage (195 kW Leistung) und mehrere Solaranlagen wird in Atterwasch mehr Strom durch erneuerbare Energien erzeugt, als das Dorf selbst verbraucht.

## Persönlichkeiten
- Christian August Bähr (1795–1846), Pfarrer und Kirchenlieddichter, in Atterwasch geboren
- Monika Schulz-Höpfner (* 1955), Politikerin (CDU), lebt in Atterwasch
- Katharina Thewes (* 1983), Handballspielerin, wuchs in Atterwasch auf